# Рябышев, Иван Иванович
Иван Иванович Ря́бышев (8 ноября 1906, деревня Толстиково, ныне Меленковский район, Владимирская область — 23 декабря 1988, Выкса, Горьковская область) — старшина Красной армии, участник Великой Отечественной войны и полный кавалер ордена Славы.

## Биография
Родился 8 ноября 1906 года в деревне Толстиково (ныне Меленковский район, Владимирская область) в крестьянской семье. Окончил 4 класса сельской школы, после чего устроился работать в плотником в местный колхоз. В 1927 году был призван в Красную армию. Демобилизовался в 1929 году.
Во второй раз был призван в Красную армию 29 июня 1941 года. Окончил трёхмесячное обучение в школе связистов; на передовой — с октября 1941 года. Служил в составе 593-го истребительно-противотанкового артиллерийского полка. Служил в должности телеграфиста, а в мае 1942 года — был назначен командиром отделения связи. Участвовал в обороне Москвы, в Курской битве и в освобождении Белоруссии. За эти бои был награждён медалью «За отвагу».
29 июля 1944 года во время боя вблизи населённого пункта Корыцин, Белостокская область (ныне Гродненская область, Беларусь), будучи командиром отделения связи, Иван Рябышев устранил более десятка повреждений телефонного кабеля. 31 июля того же года Иван Рябышев проложил линию связи между артиллерийскими батареями и командным пунктом полка. 29 сентября 1944 года был награждён орденом Славы 3-й степени.
21 января 1945 года во время боя вблизи населённого пункта Пясечна (Польша) Иван Рябышев под огнем противника поддерживал беспрерывную связь между огневыми позициями батарей и командным пунктом; за время боя Рябышев семь раз выходил на линию с целью устранения повреждений. 22 февраля того же года был награждён орденом Славы 2-й степени.
21 февраля 1945 года в ходе боёв при форсировании Одера вблизи населённого пункта Черск (Польша), отделение под командованием Ивана Рябышева под огнем противника установило телефонную связь с разведкой полка, которая находилась на другом берегу Одера. 15 мая 1945 года был награждён орденом Славы 1-й степени, став полным кавалером ордена Славы.
Демобилизовался в 1945 году в звании старшины. После демобилизации жил городе Выкса (ныне Нижегородская область), где работал на хлебном заводе. Скончался 23 декабря 1988 года и похоронен на кладбище в селе Борковка близ Выксы.

## Награды
- Орден Отечественной войны 1-й степени (11 марта 1985)[2];
- Орден Славы 1-й степени (29 сентября 1944)[1];
- Орден Славы 2-й степени (22 февраля 1945)[3];
- Орден Славы 3-й степени (11 мая 1945 — № 1183)[4];
- Медаль «За отвагу» (3 сентября 1943)[5];
- Медаль «За оборону Москвы»[6],
- а также ряд прочих медалей[1].